# Мощанский, Илья Борисович
Илья́ Бори́сович Моща́нский (род. 26 апреля 1969, Москва, СССР) — российский военный историк, специалист по истории военной техники и военного искусства (наземные операции и бронетанковая техника). Кандидат философских наук (2000). Полковник запаса. Автор более 200 книг.

## Биография
Родился 26 апреля 1969 года в Москве.
В 1990 году закончил Ленинградское высшее военно-политическое училище противовоздушной обороны им. Ю. В. Андропова.
С 1990 по 1994 год служил в войсках противоракетной обороны.
В 1997 году закончил Гуманитарную академию Вооружённых Сил РФ.
В 2000 году окончил аспирантуру при Военном университете и там же под научным руководством доктора философских наук, профессора Р. М. Тимошева защитил диссертацию на соискание учёной степени кандидата философских наук по теме «Гносеологические и аксиологические функции воинской символики» (специальность 09.00.01 — Онтология и теория познания). Официальные оппоненты — доктор философских наук, профессор В. С. Горбунов и кандидат философских наук, профессор В. В. Дибижев. Ведущая организация — Военный университет радиационной, химической и биологической защиты.
Преподавал на кафедре истории войн и военного искусства Военного университета.
Главный редактор журнала «Военная летопись».

## Книги
- Мощанский И. Б. Испытание огнём. — М.: Вече, 2010. — 247, [8] с., [8] л. ил., плртр., фот. ил. 21 см с. — ISBN 978-5-9533-4802-7.
- Мощанский И. Б. Остановить танки! — М.: Вече, 2010. — 261, [8] с., [8] л. фотографий карты 21 см с. — ISBN 978-5-9533-4673-3.
- Мощанский И. Б. Лёгкий танк "Ха-го". "Меч" самурая. — М.: Вече, 2010. — 79 с., VIII с. цв. ил. ил. 27 см с. — ISBN 978-5-9533-4649-8.
- Мощанский И. Б. Стоять насмерть! — М.: Вече, 2010. — 359, [3] с., [8] л. ил. ил. 21 см с. — ISBN 978-5-9533-4619-1.
- Мощанский И. Б. Схватка титанов. — М.: Вече, 2010. — 215, [5] с., [8] л. ил., портр. карты 21 см с. — ISBN 978-5-9533-4535-4 (в пер.).
- Мощанский И. Б. У стен Берлина. — М.: Вече, 2010. — 263, [8] с., [16] с. фотографий карты, табл. 21 см с. — ISBN 978-5-9533-4436-4 (в пер.).
- Мощанский И. Б. Города-крепости. — М.: Вече, 2009. — 221, [2] с., [8] л. фот. табл., карт. 21 см с. — ISBN 978-5-9533-3896-7 (в пер.).
- Мощанский И. Б. Средний танк Т-34-85: второе рождение машины. — М.: Вече, 2009. — 79, VIII с. ил., портр., табл. 26 см с. — ISBN 978-5-9533-3964-3 (в пер.).
- Мощанский И. Б. Танк-истребитель Panzer IV/70(V): техника обороны рейха. — М.: Вече, 2009. — 79 с., [4] л. цв. ил. ил., табл. 27 см с. — ISBN 978-5-9533-3983-4 (в пер.).
- Мощанский И. Б. Маленькие "Тигры". Для разведки и связи. — М.: Вече, 2009. — 79 с., [4] л. цв. ил. ил. 26 см с. — ISBN 978-5-9533-4189-9 (в пер.).
- Мощанский И. Б. Реактивный миномет Panzerwerfer 42: сопровождая стальные когорты. — М.: Вече, 2009. — 79, XII с. ил., табл., цв. ил. 26 см с. — ISBN 978-5-9533-4114-1 (в пер.).
- Мощанский И. Б. Лёгкие танки семейства Т-40. "Красные разведчики". — М.: Вече, 2009. — 79, VIII с. ил., портр., цв. ил., табл. 27 см с. — ISBN 978-5-9533-4330-5 (в пер.).
- Мощанский И. Б. Трудности освобождения. — М.: Вече, 2009. — 230, [6] с., [8] л. ил., портр. ил., карт., табл. 21 см с. — ISBN 978-5-9533-4081-6 (в пер.).
- Мощанский И. Б. Танки, вперёд!: курьёзы танковой войны в битве за Ленинград, 1941-1944 гг. — М.: Вече, 2009. — 187 с., [8] л. ил., портр. 21 см с. — ISBN 978-5-9533-3884-4 (в пер.).
- Мощанский И. Б. Утрата и возмездие. — М.: Вече, 2009. — 188, [2] с., [8] л. ил., портр. к., табл. 21 см с. — ISBN 978-5-9533-3965-0.
- Мощанский И. Б. Гибель фронтов. — М.: Вече, 2009. — 188, [1] с., [8] л. ил., портр. ил. 20 см с. — ISBN 978-5-9533-4016-8 (в пер.).
- Мощанский И. Б. Превратности стратегии. — М.: Вече, 2009. — 155, [3] с., [8] л. ил. 21 см с. — ISBN 978-5-9533-4190-5 (в пер.).
- Мощанский И. Б. Сражение под Харьковом: кровавая катастрофа. 12-28 мая 1942 года. — М.: Вече, 2009. — 143 с. ил., портр. 27 см с. — ISBN 978-5-9533-4437-1 (в пер.).
- Мощанский И. Б. Самоходное орудие Nashorn". "Охотник" за танками: энциклопедия вооружений. — М.: Вече, 2009. — 95, VIII л. цв. ил., ил. ил. 28 см с. — ISBN 978-5-9533-4435-7 (в пер.).
- Мощанский И. Б. Оборона Кавказа: великое отступление, 25 июля - 31 декабря 1942 года. — М.: Вече, 2009. — 191 с., [4] л. ил., карты, цв. ил. ил., портр. 26 см с. — ISBN 978-5-9533-4536-1.
- Мощанский И. Б. Тяжёлый истребитель танков Jagdtiger. "Дитя" Нибелунгов. — М.: Вече, 2009. — 79 с. ил., табл. 27 см с. — ISBN 978-5-9533-4376-3 (в пер.).
- Мощанский И. Б. 1941. Битва за Киев, 7 июля - 26 сентября. — М.: Яуза [и др.], 2008. — 206 с., [6] л. цв. ил., к. ил., портр., табл. 26 см с. — ISBN 978-5-699-25317-3 (В пер.).
- Мощанский И. Б. 1942-й... От трагедии Крыма до победы под Сталинградом. — М.: Вече, 2008. — 250, [3] с., [8]л. ил. ил. 21 см с. — ISBN 978-5-9533-3134-0 (В пер.).
- Мощанский И. Б. 1941-й... От трагедии Вязьмы до победы под Москвой. — М.: Вече, 2008. — 252, [1] с., [8] л. ил. ил., карты 21 см с. — ISBN 978-5-9533-2305-5 (В пер.).
- Мощанский И. Б. 1944-й... От Корсуни до Белграда. — М.: Вече, 2008. — 247, [5] с., [8] л. ил., портр. карты 20 см с. — ISBN 978-5-9533-3424-2 (В пер.).
- Мощанский И. Б. Смоленское сражение. Два месяца кровавого противостояния. — М.: Яуза [и др.], 2007. — 166 с., [4] л. цв. ил., карт ил., портр., табл. 27 см с. — ISBN 978-5-699-23794-9.
- Коломиец М. В., Мощанский И. Б. Камуфляж германской техники, 1939-1945. — М.: Экспринт, 2004. — 47, [1] с. ил. 24 см с. — ISBN 5-94038-052-2 (в обл.).
- Коломиец М. В., Мощанский И. Б. Камуфляж германской техники, 1939-1941. — М.: Экспринт, 2003. — 47 с. ил. 25 см. с. — ISBN 594038045X.
- Коломиец М. В., Мощанский И. Б. Камуфляж танков Красной Армии, 1930-1945. — М.: Издат. центр Экспринт, 2003. — 47 с. ил. 25 см. с. — ISBN 5-94038-039-5 (в обл.).
- Мощанский И. Б. Лёгкий танк<ХА-ГО>. Яп. бронетанковая техника : История создания, описание конструкции, боевое применение. — М.: БТВ-МН, 2003. — 65 с. ил. 29 см. с. — ISBN 5948890201.
- Мощанский И. Б. Хохлов И. В. Противостояние: Смол. сражение 10 июля-10 сент. 1941 г. — БТВ-МН, 2003. — Т. 1. — 72 с. ил., цв. ил., к., портр., факс. с. — ISBN 5-94889-009-0 (в обл.).
- Мощанский И. Б., Хохлов И. В. В борьбе за перелом. Смоленское сражение, 10 июля-10 сентября 1941 года. — М.: БТВ-МН, 2003. — 72 с., IV с. цв. ил. ил., портр., табл. с. — ISBN 5-94889-017-1.
- Мощанский И. Б., Смолинов С. Оборона Сталинграда: Сталинград. стратег. оборонит. операция 17 июля-18 нояб. 1942 г. — М.: БТВ-МН, 2002. — 79, [1] с., [2] л. цв. ил. ил., к. 29 см с. — ISBN 5-94889-010-4 (в обл.).
- Мощанский И. Б. Тяжёлый танк "Тигр I": Справ. изд. — М.: Экспринт, 2002. — 88 с., [2] л. цв. ил. ил. 30 см с. — ISBN 5-94038-023-9.